# Bramcote, Nottinghamshire
Bramcote är en ort i unparished area Beeston i distriktet Broxtowe i grevskapet Nottinghamshire i England. Bramcote var en civil parish fram till 1935 när blev den en del av Beeston and Stapleford. Civil parish hade 987 invånare år 1931. Byn nämndes i Domedagsboken (Domesday Book) år 1086, och kallades då Broncote/Brun(e)cote.